# National Basketball League of Canada 2016-2017
La stagione NBL Canada 2016-2017 fu la sesta della National Basketball League of Canada. Parteciparono 10 squadre divise in due gironi. Rispetto alla stagione precedente i Saint John Mill Rats divennero i Saint John Riptide, si aggiunsero i Cape Breton Highlanders e i Kitchener-Waterloo Titans.

## Squadre partecipanti
- Cape Breton High.s
- Halifax Hurricanes
- Island Storm
- KW Titans
- London Lightning
- Moncton Miracles
- Orangeville A's
- St. John Riptide
- Niagara River Lions
- Windsor Express

## Classifiche

### Atlantic division
| Squadra                 | V  | P  | PCT  | GB |
| ----------------------- | -- | -- | ---- | -- |
| Halifax Hurricanes      | 27 | 13 | 67,5 | -  |
| Saint John Riptide      | 22 | 18 | 55,0 | 5  |
| Island Storm            | 16 | 24 | 40,0 | 11 |
| Moncton Miracles        | 15 | 25 | 37,5 | 12 |
| Cape Breton Highlanders | 15 | 25 | 37,5 | 12 |

### Central division
| Squadra                   | V  | P  | PCT  | GB |
| ------------------------- | -- | -- | ---- | -- |
| London Lightning          | 35 | 5  | 87,5 | -  |
| Windsor Express           | 22 | 18 | 55,0 | 17 |
| Kitchener-Waterloo Titans | 18 | 22 | 45,0 | 17 |
| Orangeville A's           | 16 | 24 | 40,0 | 19 |
| Niagara River Lions       | 14 | 26 | 35,0 | 21 |

### Tabellone
|  | Semifinali di division | Semifinali di division | Semifinali di division |        |         | Finali di division | Finali di division | Finali di division |  |  | Finale NBL Canada | Finale NBL Canada | Finale NBL Canada |  |
|  |                        |                        |                        |        |         |                    |                    |                    |  |  |                   |                   |                   |  |
|  | 1a                     | Halifax                | 3                      |        |         |                    |                    |                    |  |  |                   |                   |                   |  |
|  | 1a                     | Halifax                | 3                      |        |         |                    |                    |                    |  |  |                   |                   |                   |  |
|  | 4a                     | Moncton                | 0                      |        |         |                    |                    |                    |  |  |                   |                   |                   |  |
|  | 4a                     | Moncton                | 0                      |        | 1a      | Halifax            | 4                  |                    |  |  |                   |                   |                   |  |
|  |                        |                        |                        |        | 1a      | Halifax            | 4                  |                    |  |  |                   |                   |                   |  |
|  |                        |                        | 3a                     | Island | 2       |                    |                    |                    |  |  |                   |                   |                   |  |
|  | 3a                     | Island                 | 3a                     | Island | 2       | 3                  |                    |                    |  |  |                   |                   |                   |  |
|  | 3a                     | Island                 |                        |        |         |                    |                    |                    |  |  |                   |                   |                   |  |
|  | 2a                     | Saint John             | 2                      |        |         |                    |                    |                    |  |  |                   |                   |                   |  |
|  | 2a                     | Saint John             | 2                      |        | Halifax | Halifax            | 2                  |                    |  |  |                   |                   |                   |  |
|  |                        |                        |                        |        |         |                    |                    |                    |  |  |                   |                   |                   |  |
|  |                        |                        | London                 | London | 4       |                    |                    |                    |  |  |                   |                   |                   |  |
|  | 2c                     | Windsor                | London                 | London | 4       | 3                  |                    |                    |  |  |                   |                   |                   |  |
|  | 2c                     | Windsor                |                        |        |         |                    |                    |                    |  |  |                   |                   |                   |  |
|  | 3c                     | Kitchener-Waterloo     | 0                      |        |         |                    |                    |                    |  |  |                   |                   |                   |  |
|  | 3c                     | Kitchener-Waterloo     | 0                      |        | 2c      | Windsor            | 0                  |                    |  |  |                   |                   |                   |  |
|  |                        |                        |                        |        | 2c      | Windsor            | 0                  |                    |  |  |                   |                   |                   |  |
|  |                        |                        | 1c                     | London | 4       |                    |                    |                    |  |  |                   |                   |                   |  |
|  | 4c                     | Orangeville            | 1c                     | London | 4       | 0                  |                    |                    |  |  |                   |                   |                   |  |
|  | 4c                     | Orangeville            |                        |        |         |                    |                    |                    |  |  |                   |                   |                   |  |
|  | 1c                     | London                 | 3                      |        |         |                    |                    |                    |  |  |                   |                   |                   |  |

## Vincitore
| Campione NBL Canada 2017     |
| ---------------------------- |
| London Lightning (3º titolo) |

## Statistiche
| Categoria             | Giocatore               | Squadra             | Stat |
| --------------------- | ----------------------- | ------------------- | ---- |
| Punti per gara        | Anthony Anderson        | Saint John Riptide  | 23,1 |
| Rimbalzi per gara     | Juan Pattillo           | Windsor Express     | 10,6 |
| Assist per gara       | Cliff Clinkscales       | Halifax Hurricanes  | 8,3  |
| Palle rubate per gara | Rahlir Hollis-Jefferson | Orangeville A's     | 2,1  |
| Stoppate per gara     | Sam Muldrow             | Niagara River Lions | 3,1  |

## Premi NBL Canada
- NBL Canada Most Valuable Player: Royce White, London Lightning[1]
- NBL Canada Coach of the Year: Kyle Julius, London Lightning
- NBL Canada Defensive Player of the Year: Rahlir Hollis-Jefferson, Orangeville A's
- NBL Canada Sixth Man of the Year: Antoine Mason, Halifax Hurricanes
- NBL Canada Newcomer of the Year: Jahii Carson, Island Storm
- NBL Canada Rookie of the Year: Maurice Jones, Windsor Express
- NBL Canada Canadian Player of the Year: Terry Thomas, Island Storm